# ぼくらの
『ぼくらの』は、鬼頭莫宏による日本の漫画。『月刊IKKI』（小学館）において2004年1月号から2009年8月号まで連載され、IKKI COMIX（小学館）にて全11巻で単行本化されている。2007年にテレビアニメ化され、さらに同年から翌2008年にかけて小説版『ぼくらの〜alternative〜』が全5巻で刊行された。2020年6月からは雑誌掲載時のカラーページの再現や初収録となるイラストなどが収められた完全版が刊行されている。
2010年、第14回文化庁メディア芸術祭マンガ部門優秀賞を受賞した。2009年11月時点で1～10巻までの累計発行部数は約100万部を記録している。
近未来の日本を舞台に、謎の超技術で作られた巨大ロボットを操り、地球を守るために戦う少年少女たちが主人公である。物語は数話ごとに1人の子供に焦点を当てた連作形式で構成される。極限状況に直面する子供たちは、自らの人生、家族や社会とのつながり、生命の意味などを問い直してゆく。

## あらすじ
夏休みに自然学校に参加した少年少女15人は、海岸沿いの洞窟でココペリと名乗る謎の男に出会う。子供たちは「自分の作ったゲームをしないか」とココペリに誘われる。ゲームの内容は、「子供たちが無敵の巨大ロボットを操縦し、地球を襲う巨大な敵を倒して地球を守る」というもの。兄のウシロに止められたカナを除く14人は、ただのコンピュータゲームだと思い、ココペリと契約を結ぶ。その後、黒い巨大なロボットと敵が出現し、コエムシと名乗る口の悪いマスコットも現れる。ロボットの中のコックピットに転送された子供たち15人の前には、ココペリとコエムシが待っていた。これが黒いロボット・ジアースの最初の戦いであった。戦闘を重ねるにつれ、子供たちはゲームの真の意味を目の当たりにすることになる。

## 登場人物
自然学校に参加した15人の少年少女のみを簡易的に紹介する。なお、カナを除いて全員が中学1年生である。
ワク / 和久 隆（わく たかし）
声 - 阪口大助
サッカーが好きなスポーツ少年。"隠されたヒーロー"になるべく、戦いに燃える。
カコ / 加古 功（かこ いさお）
声 - 藤田圭宣
チズに想いを寄せる。不良グループにパシリとして使われている。
ダイチ / 矢村 大一（やむら だいいち）
声 - 杉田智和
両親のいない4人兄弟の長男。家族のためなら死ねると豪語する正義漢。
コダマ / 小高 勝（こだか まさる）
声 - 保志総一朗
建設業社長の息子で父親を深く尊敬している。生命を殺めることに惹かれる。
カンジ / 吉川 寛治（よしかわ かんじ）
声 - 野島健児
自他共に認めるマザコンで下ネタ好き。ウシロと同じ中学校に通う。
モジ / 門司 邦彦（もじ くにひこ）
声 - 宮田幸季
冷静沈着で頭脳明晰。ツバサという女友達がいる。
ウシロ / 宇白 順（うしろ じゅん）
声 - 皆川純子（幼少期：鬼頭素世子）
自己中心的な面がある。カナの兄だが妹をいじめている。
キリエ / 切江 洋介（きりえ ようすけ）
声 - 浅沼晋太郎
口数少なく内向的な性格。カコと同じ中学校に通う。
ナカマ / 半井 摩子（なからい まこ）
声 - 井口裕香
常に模範的であろうとする優等生。ダイチに負けず劣らず正義感が強い。
アンコ / 往住 愛子（とこすみ あいこ）
声 - 牧野由依
明るい性格でアイドルに憧れている。ニュースキャスターの父を持つ。
マチ / 町 洋子（まち ようこ）
声 - 三瓶由布子
自然学校開催地が地元。そばかすがトレードマーク。
チズ / 本田 千鶴（ほんだ ちづる）
声 - 高梁碧
正統派お嬢様タイプの女の子。教師に恋心を抱き、裏切られる。
コモ / 古茂田 孝美（こもだ たかみ）
声 - 能登麻美子
年齢の割に大人びており、ピアノと読書が趣味。軍人の父を持つ。
マキ / 阿野 万記（あの まき）
声 - 比嘉久美子
父親の影響からオタク気質。弟の誕生を待ちわびている。コモとは幼馴染の関係。
カナ / 宇白 可奈（うしろ かな）
声 - 阿澄佳奈
小学4年生。ウシロの妹。恒常的に兄にいじめられている。

## ジアース （Zearth）
子供たちが操縦することになる巨大ロボット。コエムシはぬいぐるみと呼んでいる。昆虫か甲殻類を思わせる生物的な外観を持つ。デザインが漫画とアニメでは異なり、腰の辺りから腕の付け根が始まる独特の形状である漫画に対し、アニメでは腕の付け根の位置が高く、より人間型に近い形状をしている。また原作では一度だけ「阿野万記（マキ）」編で仰向けの四足歩行に変形する。身長は約500メートル。戦闘は基本的に格闘によって行われるが、全身のあらゆる箇所からレーザーを発射することも出来る。また、パイロットの意志に応じて装甲や腕などを途中から切り離すことも可能。最高移動速度は陸上で時速1,000キロメートル程度、水中で時速100キロメートル程度。機体があまりに巨大なため、何気ない末端部の運動でも簡単に音速を超える。
コックピットはおよそ直径20メートルの球体状空間。内壁が全周モニターとなっており、360度の視界を確保できる。フローティング構造となっているため、ジアースが転倒したりしても天地方向は動かず、また衝撃も吸収される。操縦者は生物の魂を見ることができ、コックピット内から自分が知っている人間がどこにいるかを探し当てることができる。子供たちが座る椅子は、各人が愛用、あるいは思い入れの深いものが複製されている。馬蹄形に並んでおり、戦闘時に操縦者の椅子が列の中央に移動する。なお、アニメ版では椅子は円形に並ぶため、戦闘時の椅子の移動はない。
ココペリとコエムシによると、敵性体と比較してもジアースは「強い」ロボットであり、少なくともココペリとその仲間たちによって13戦を勝ち抜いた上で子供たちに渡されていることからも裏付けられる。最大の弱点は、ジアース単体では索敵能力がパイロットの目視しかないこと、出現後の移動方法が歩行や走行（上述のように時速1,000キロメートルでの歩行であるが）に限られていることであり、視界を奪われたり、アウトレンジから攻撃された際はなす術がない。
ジアースの命名者は阿野万記（マキ）。昔読んだ父の漫画に出てくるロボットを下敷きに、地球を意味するThe EarthのTheを「（Zの方が）究極っぽいから」という理由でZに変えてZearthと命名した。また、マキ本人が父親から借りた漫画をヒントに命名したと言っている。後に国防軍によってこの名称が発表されるまでは、世間では「黒い怪獣」と呼ばれていた。対戦相手となる敵性地球側の人間がジアースを何と呼んでいるかは原作中でもほとんど描写がないが、ウシロ編の敵性地球からは明確に「第5侵略体グール」と呼称されることが描かれている。小説版では長い間名前が付けられず、単に「人形」と呼ばれており、後に日本政府によって「アムシペ」というコードネームを与えられた（アムシペとはアイヌ語で蟹の意）。漫画のマキに相当する阿野摩子（マコ）がパイロットになった際、マコによってジアースと名付けられた。Zには、大日本帝国海軍で「皇国の興廃此の一戦に在り。各員一層奮励努力せよ」の意味で用いられたZ旗の要素など、原作よりも多くの要素が付加されている。
なお、漫画では物語の冒頭でココペリが操縦した時と、子供たちが操縦するようになってからでは、顔に当たる部分のデザインが変わっている。

## 「ゲーム」のルール

### 概要
ロボットのパイロットになるための契約は、コエムシが用意する板に手を触れることで完了する。戦闘の始まる日時は事前には明らかにされず、戦闘時には契約した全員が強制的にロボットのコックピットに転送される。ただし操縦は選ばれた1人だけが行い、他のメンバーはそれを見守ることしか出来ず、通常の方法では交替もできない。
敵は1回の戦闘につき1体出現する。形態も戦い方もまちまちだが、全ての敵には共通して直径およそ20メートルの球体状、花のつぼみ様の急所があり、それを破壊すれば敵を倒すことができる（ただし、後述のように厳密な勝利条件は異なる）。戦闘に負けるか、決着がつく前に48時間の制限時間が過ぎると、自らの地球を含む宇宙が消滅する。ただしロボットは「パイロットの生命力」で稼働するため、勝利したとしてもパイロットは死亡する。したがって、パイロットとして戦闘に臨めば、「勝ってパイロット一人が死亡する」か、「勝てずに宇宙もろとも消滅する」かのどちらかしかあり得ない。
戦う敵の正体は、“枝状分岐宇端末点”すなわち平行世界（パラレルワールド）の地球人。この戦いは並行世界同士の存続を懸けた戦いであり、勝利とは対戦相手の地球を含む宇宙を消滅させることを意味する。敵の急所の中には、ジアース同様の球体空間状のコックピットと椅子およびパイロット達が収納されており、ジアースのコックピットも敵の急所と同様の外殻で覆われている。つまりジアースと敵は同質のロボットであり、急所とはそのロボットのコックピットのことを指す。急所を破壊するという勝利条件はコエムシ達による方便であり、正確には「その回の敵の担当パイロット」を「自分達の世界の人間」が殺すことである。その際、手段の如何及び殺す人間が誰かは問われない。
戦闘終了後、次に操縦するパイロットは本人にのみ聞こえる啓示のような形で名を呼ばれる。ロボットは姿を消し、次の戦闘が始まるまでしばしの日常に戻る。この戦闘を地球ごとに決められた回数分だけ勝ち続けることで、その地球はこのゲームから解放される。
最後の戦闘に関しては、事前に最後のパイロットが他の地球の人間を契約させ、自分達の操縦していたロボットを引き継がせる。そして実際に最終決戦をその地球の契約者に見せることで、戦い方を次の地球にチュートリアルすることを兼ねている。こうして舞台となる地球を変えて、このゲームは続いていく。

### 詳細

#### 契約
- その地球に必要な契約者の数は同じ機体を使っていてもその都度違い、引き継ぎ前に各担当のコエムシにどこからか聞こえる声で用意すべきパイロットの人数が告げられる。
  - コエムシに告げられた人数分（与えられたロボットのスリット数）だけ戦闘に勝てばその世界の地球は残るが、それより多い人数で契約してもかまわない。その場合はパイロットとして選ばれなかった余剰の契約者は生き残ることができる。
    - 契約者の人数に余剰がある場合、チュートリアルなどによって「引き継ぎ戦のパイロット以外の契約者が、生きたまま別の地球を訪れる」という状況が発生しうるが、その際に「交わした契約が満了する（引き継ぎ戦が終了する）前に、訪れた先の地球でも契約する」ことは、二重契約となるため認められない。
- 「対戦相手側世界の人間」の手によらずに操縦者が死亡した場合は、残りの契約者の中から次の操縦者が選ばれる。これにより契約者の数が足りなくなったとしても、別の人間が追加で契約を交わすことができる。この場合、先に契約を交わした者全てが死亡した後で初めて追加契約者がパイロットに選ばれ、同時にスリットに光点が灯り、コックピット内に椅子が出現する（この仕組みは、マガジンと呼ばれている）。
  - 契約者が病気や事故によって意識を完全に失い戦闘が不能になる、またはパイロットが完全に戦意を喪失し戦闘を放棄した場合でも、その者が生きている限りは契約を解除できずパイロットを辞められない。この場合敗北を回避するには、その者を殺した上で別の人間をパイロットにするほかない。
- 妊婦が契約者となった場合、胎児も同時に母親とは別の独立した契約者となる。

#### 戦闘
- 敵との戦闘は、その回の操縦者が直前までいた場所で行われる。ただし敵とその操縦者も全く同じ条件であるため、必ずしも自分達の地球（ホーム）が戦場になるとは限らず、敵地（アウェイ）で戦う場合もある。
- 敵となる地球はなるべく近い可能性の地球同士が選ばれる（とは言え宇宙全体で見た近い可能性であり、文化などが大きく違う世界がほとんど）。
- 契約者がいない場合でも戦闘は開始される[注 6]。その場合、24時間以内に補充パイロットを追加して戦闘を継続できなかった場合は敗北となる。この場合、勝利した相手のパイロットもルール通り死亡する。
- 原則的に担当パイロットはコックピットに呼ばれたら勝利するまで転送して外に出ることはできない。ただし双方に戦意が無い状態などのケースで例外が存在する。
- 戦闘終了後、基本的にパイロットの遺体は自宅に転送されるが、本人が望めば遺体を消滅させたりジアース内の隙間に保管することもできる[注 7]。

#### ロボット
- ロボットの顔に当たる部分には、ゲームから解放されるために必要な勝利回数と同じ数のスリットが入っており、生き残っている契約者の数だけそこに光が灯っている。これによりそのロボットがおおよそ何戦を勝ち抜いてきたかを推察できる。
- 各ロボットはそれぞれが多様なフォルムと戦術を有するが、操縦自体は念じればその通りに動くので簡単に操作できる。
- ロボットの装甲は厚く、装甲の上からの攻撃ではコックピット内にダメージを与えることは困難。急所は基本的に機体内部の奥深くにあるが、まれに最初からむき出しになっている場合があり、主に肉弾戦以外の特殊な戦法を持つロボットがその傾向にある。
  - 急所が剥き身であったとしても核兵器を含む通常兵器では破壊できない。外装に穴が開いた場合にはそこから内部のパイロットを通常兵器で殺傷することは可能[注 8]。
- 各ロボットには再生能力があり、酷い破損をしても、次の戦闘が開始されるまでには完全に再生される。ロボットの中には、再生能力を利用した飛び道具などの攻撃方法を持つ機体もある[注 9]。
- ジアースの能力は基本的に操縦者の生命力に比例するとされる。すなわち、パイロットの年齢が若ければ若いほど基本能力が上昇する。また、パイロット個人の能力（腕力など）にも感応することがありパイロット本人の得意な行動はイメージしやすいためかジアースの動作も従う[注 10]。
- コエムシが行う転送（テレポート）はジアースの能力であり、コエムシは媒介となっている[4]。様々なものを転送できるが、すべてコックピットを経由する必要があるため、コックピットに収まらないものは転送できない。また、戦闘中のパイロットとロボット、敵性地球人に人質にとられたと判定される人物などの転送も不可能。

#### 引き継ぎ
- 最後の戦闘（引き継ぎ戦）前にコエムシはその役を解かれ、次の地球のパイロット達をサポートする新たなコエムシを選出する[注 11]。
- 稀にチュートリアル等で別の地球から訪れた契約者とその地球に元からいた人物が瓜二つ（容姿・性格など）であるというケースが存在し、その場合はコエムシによって元からその地球にいた人間は不自然にならないタイミングで隔離される。作中ではマチが該当した。
- 引き継ぎ戦で敗北した場合、引き継ぎ元の地球は消滅する[注 12]が、引き継ぎ先の地球は消滅しない。また引き継ぎ先の契約者達が死ぬこともなく、その地球の存亡をかけた戦いは滞りなく開始される。その後、次の地球の運命が決した後に消滅している前の地球人であるコエムシがどうなるかは不明。

#### その他
- 戦いの目的はコエムシ曰く、「宇宙の未来の可能性の淘汰」「ただの自然現象」だが、コエムシやココペリも具体的に戦いを行わせている存在のことを知っている訳ではない[注 13]。アニメ版における戦いの目的については#アニメ版のあらすじを参照。
- 先述の通り、決められた回数分戦いを勝ち抜くことでその地球はゲームから解放されるが、平行世界の剪定があまり進まなかった場合再びゲームが回ってくる可能性があることがコエムシの話から示唆されている。その確率は「ゲームに勝たせた引き継ぎ先の地球の数」によって増減するとのこと。

## 出現した敵
出現した敵については、「門司邦彦（モジ）」編の後に国防省によって呼称が発表されている。頭文字はアルファベット順になっている。ただしアウェイ戦の敵に関しては正式な呼称がなく、その全てが既出の敵と同型であるため、単行本にて「○○II」と記述されている。
アニメ版の敵については、原作との相違点がある場合のみ記述する。スリット数は敵味方ともに15で統一されているので省略する。小説版の敵については#トミコローツを参照。
「ココペリ」編
呼称は“アラクネ（Arachne）”。スリット数13、光点数13。1戦目、ホーム1戦目。 四本足のクモのような形状。接近戦に加え、電撃による攻撃も行う。アラクネとはギリシア語でクモの事。背中の装甲をはがされて急所を潰され、敗北した。この戦いで国防軍の戦闘機がジアースにぶつかり戦闘機のパイロットが死亡した。
アニメ版
光点数12。形状も同じだが脚が6本あるのと光点数が相違点。この戦いで国防軍は出動しないため犠牲はでない。

「和久隆（ワク）」編
“バヨネット（Bayonet）”。スリット数12、光点数確認不可。2戦目、ホーム2戦目。巨大な剣か槍の穂先の様な形状。空中を自在に飛行し体当たりによる攻撃を行う。バヨネットとは銃剣のこと。素早い動きでジアースを翻弄したが、切り落とされた腕を利用したシュートで急所を潰されて敗北する。
アニメ版
“ビースト”。光点数12。カマキリのような姿をしているが、頭はサメに似ている。飛行能力はなく、鎌状の前脚を用いた格闘戦を得意とする。ビースト（Beast）とは英語で獣のこと。両腕でジアースを抱きかかえるようにして腕による攻撃を封殺しようとするが、モジの助言により弱点である上半身と下半身のつなぎ目を狙ったキックで機体を粉砕され、急所を蹴り潰されて敗北する。

「小高勝（コダマ）」編
“キャンサー（Cancer）”。スリット数12まで、光点数8までは確認できるが全てとは限らない。3戦目、ホーム3戦目。球体から複数の足が生えたような不気味な形状。長い触手が武器で、相手を絡め取るなどして攻撃する。キャンサーとはラテン語でカニを意味し、かに座の呼称でもある。触手でジアースの手足を絡め取り引きずり倒そうとするが、逆にその触手を利用して投げ飛ばされる。ひっくり返って動けなくなったところを触手の出入り口にジアースの腕を突き刺され、内部を光線攻撃される。最後はジアースの腕で滅多刺しにされて敗北する。
アニメ版
光点数14。触手の出入り口内を光線で攻撃する描写は無い。
小説版
コダマ編では、「トミコローツ戦記」というジアースの戦いを題材としたゲーム内の敵キャラとして登場している。

「矢村大一（ダイチ）」編
“ドラム（Drum）”。スリット数14、光点数8。4戦目、ホーム4戦目。その名の通り、巨大なドラム缶のような形状。体を横たえて転がり、地上にある物を押し潰す。また、体表の装甲板をやすりのように使って敵の装甲を削り取ることもできる。コエムシ曰く、「空間に対して回転している」らしく、接地する平面がなくとも回転可能。ジアースとの戦闘では、転がり回って街を破壊していたところを担ぎ上げられて海まで運ばれる。さらにその攻撃手段が仇となってやすやすと装甲板を剥がされてしまい、そのまま急所を潰されて敗北する。
アニメ版
光点数は確認不可。5戦目、ホーム5戦目。形状は原作とほぼ同じだが、2本の脚で直立することができる。脚は横倒しになる時に収納される。また、信地旋回が可能で小回りが効く。コエムシから「空間に対して回転している」説明は無い。また、海まで運んで行かず破壊される。

「半井摩子（ナカマ）」編
“エニグマ（Enigma）”。スリット数14、光点数確認不可。5戦目、ホーム5戦目。がっしりした人型の体で、太い腕を用いた格闘戦を得意とする。街の人々の避難が終わるまでの時間を待った後、ジアースに正面から殴り合いを挑む。エニグマとは「謎」「不可解なもの」を指すドイツ語。ジアースより腕が短いため、懐に飛び込むことで戦闘を有利に進めていたが、コエムシの助言により腕を自切して短くしたジアースに対応されて敗北する。
アニメ版
光点数は確認不可。6戦目、アウェイ1戦目。腕を自切する決断はこの戦いのパイロットであるナカマ自身が行う。

「加古功（カコ）」編・「本田千鶴（チズ）」編
“フィッグ（Fig）”。スリット数13、光点数8。6戦目、ホーム6戦目。3本の足を持つ細長いイチジクのような形状。足を折りたたんで上空に飛翔した後、標的の上に落下して破壊する。フィッグとは英語でイチジクのこと。パイロット同士の諍いでまともに戦えないジアースを一方的に攻撃するが、チズが戦意を取り戻してからは手も足も出ず、最後は急所の位置を看破されて装甲ごと貫かれ敗北する。
アニメ版
“スクイド”。光点数10。4戦目、ホーム4戦目。直立した電動ノコギリのようなボディに短い4本の椅子のような足がついた形状をしている。ノコギリの刃で切りつける攻撃を主体とするが、レーザーによる攻撃も行う。スクイド（Squid）とはヤリイカのこと。ジアースにノコギリの部分を滅多打ちにされ戦闘能力を喪失した後、機体下部にある急所を蹴り上げられて破壊される。この戦いで初めて軍が介入する。

「門司邦彦（モジ）」編
“ゴンタ（Gonta）”。スリット数、光点数ともに確認不可。7戦目、ホーム7戦目。長い2本の腕と、それを締め付ける4つのリングで構成された巨大な万力のような姿をしている。剥き出しの急所で敵を誘い、両腕で挟み込んで押し潰す。一度はジアースを完全に拘束し、そのまま押し潰そうとするが、最後はモジの捨て身の攻撃で、急所に開けられた穴から国防軍の戦闘機の特攻を受け敗北する。名前の由来は単行本のおまけページに「N○Kの教育工作番組から」と書かれている。
アニメ版
“フォートレス”。光点数9（黄色側に5、青色側に4）。7戦目、アウェイ2戦目。キノコに4つの脚が生えたような形をしており、真ん中から2体に分離する（スリット部分も一緒に2つに分かれる）。分離した2つの機体は当初ベルト状のもので連結されており、ベルトの真ん中の部分にダミーの急所がついている。ベルトを引きちぎられたあとも2体が別々に行動しており、コエムシ曰く「エネルギーは空間を伝わる」とのことで、本体から離脱してもエネルギー供給は行われる模様。主な武器は鎌状の腕。フォートレス（Fortress）とは大型要塞のこと。偽の急所や、ダミー側のボディを守ろうとするなどの心理戦を仕掛けてくるが、ジアース側（モジ）から仕掛けられた心理戦に乗ってしまい、ジアースに斬りかかった本体を攻撃されて敗北する。またこの心理戦が発端となり、敵は自分達と同じ心を持っていることがモジの口から告げられる。

「阿野万記（マキ）」編
呼称不明。鬼頭は“アラクネII”と呼んでいる。スリット数13、光点数10。8戦目、アウェイ1戦目。戦う前に周辺への被害が少ない海まで移動する。形状はアラクネとほぼ同じだが（カラーリングやスリットの形状が微妙に違う）戦法は異なる。後部にある人型の部分が立ち上がり、4本の足を高速回転させて攻撃する。人型で二足歩行のジアースが仰向けの四足歩行に変形したことで、回転攻撃の下を掻い潜られ、蹴りで回転部位を破壊し尽される。攻撃手段を無くしたところを急所を引きずり出され表層をこじ開けられた後、急所をジアースの光線で焼かれて敗北する。パイロットは中年の男性だった。
アニメ版
“ガリア（Gallia）”。光点数5。8戦目、アウェイ3戦目。特に退避行動は取らず街の中で戦う。回転攻撃によって切り落とされたジアースの左腕を回転の軸部分に投げられ地面に釘付けにされ、動けなくなる。光点数が変わった分だけコックピット内にいる人数も変化している。また、この戦いで「私たちの地球を消さないで」など書かれたプラカードを持った敵の地球の人々の姿がビルの上などに複数見られた。

「切江洋介（キリエ）」編
呼称不明。鬼頭は“エニグマII”と呼んでいる。スリット数14、光点数6。9戦目、アウェイ2戦目。人型だが、腰の部分から腕が生えている。戦闘の描写はなかったため、攻撃方法は不明。
アニメ版1
“ハインド”。光点数4。9戦目、ホーム6戦目。左右非対称のアンバランスな体形をした人型。戦闘開始直後、自らの胸部装甲を剥がして急所を取り出し、握り潰すことで自滅する。ハインド（Hind）とは牝鹿のこと。
アニメ版2
“イグルー”。光点数2。10戦目、アウェイ4戦目。全体に鋭角が目立ち、腕が刃物になっている人型。前方への突進攻撃を得意とする。イグルー（Igloo）とはイヌイットが雪で作る住居のこと。得意の突進攻撃をキリエの操る俊敏なフットワークを用いた動作でことごとく回避され、敗北する。キリエは「敵が弱くて良かった」と言うが、光点数からそうでは無いことが分かる。

「古茂田孝美（コモ）」編
“ハムバグ（Humbug）”。スリット数14、光点数2。10戦目、ホーム8戦目。一見普通の人型に見えるが、実は夥しい数の触手を隠し持っており、近づいてきた敵の内部に侵入させてパイロットを直接攻撃することができる。ジアースを敗北寸前まで追い込むものの、コモを殺害する寸前でパイロットが戦意を失って機体から降りたために動作を停止する。ハムバグとは「詐欺師」のこと。
アニメ版
呼称不明。光点数は確認不可。12戦目、アウェイ5戦目。寸胴な体型の人型。溶解液を相手に浴びせて攻撃する。アウェイ戦で自分達側の地球人と協力して落とし穴を作り、ジアースが落下したところで落とし穴に溶解液を注いで倒そうとするが、ジアースの光線を受けて転倒した隙にジアースに穴から脱出され、攻撃されて敗北する。

「往住愛子（アンコ）」編
“アイドル（Idol）”。スリット数13、光点数7まで確認できるがそれが全てとは限らない。11戦目、ホーム9戦目。飛行するタイプで、正面から見ると「山」の字を上下逆にしたようなシルエットを持つ。先端から溶解液が出る針を持ち、その針を相手に刺して攻撃する。この針は使い切っても再生する。また、かなりのスピードで動き、ジアースでは捕捉することも難しい。わざとジアースの攻撃をぎりぎりで避けたり、まるで対戦相手を馬鹿にするかのような態度を取る。アンコの足に重傷を負わせたが、彼女のマイクパフォーマンスをヒントにしたフェイントに引っかかり、捕捉されて敗北する。
アニメ版にもマチの地球での戦いで同じ姿をした敵が登場している。
アニメ版
呼称不明。光点数7。11戦目、ホーム7戦目。クジャクのような姿で、背中から生える無数の針で相手を貫いて攻撃する。戦う前にコエムシが「こりゃ苦戦だな」と発言した。針にコックピットを貫かれる前に勝負に出たジアースに敗北する。

「吉川寛治（カンジ）」編
“ジャベリン（Javelin）”。スリット数、光点数ともに確認不可。12戦目、ホーム10戦目。通常は円筒形をしているが、大砲の形に変形することで超長距離砲撃特化戦闘が可能。砲撃形態では砲身が1,000メートルにもなる。ゴンタと同様に、急所は剥き出しになっている。戦闘開始時に無数の針を発射し、それをマーカーとしてハワイから日本のジアースに対して砲撃を行う。光線攻撃は出来ないらしく小目標攻撃には針を使用する。関と三軍から集まったジアースパイロットの志願者22名が自身ら的になるというウシロ発案の捨て身の戦法により、地球ごと光線で貫かれて倒される。この戦いは34時間かかったと後に佐々見から語られる。ジャベリンとは、英語で投げ槍のことである。この戦いではアメリカの要請により、日本の国防軍によって核爆弾が敵に対して使用されたが、まったく効き目が無かったため、3メガトンの威力をもってしても急所でさえ破壊できないことが分かった。
アニメ版
“キングダム”。再起動前の光点数11。13戦目、ホーム8戦目。骨格標本のような不気味な姿をした人型で、手から黒いビームを発する他格闘戦も得意とする。ジアースプログラムのコピーのため、認知工学研究所の前に現れ、急所を破壊された後、ジアースプログラムによって街の電力を取り込み、再起動する。再起動後の光点数は15となる。。急所が無くなったためバラバラになるまで破壊され敗北した。キングダム（Kingdom）とは英語で王国のこと。

「宇白可奈（カナ）」編
呼称不明。鬼頭は“キャンサーII”と呼んでいる。スリット数15、光点数7。13戦目、アウェイ3戦目。キャンサーに巨大な2本の脚が生えて直立したような形状をしている。長い触手を鞭のように相手に叩きつけながら相手の装甲を剥ぎ取り、それを武器に相手を斬りつける。人が乗った無人機からばら撒かれる煙幕でジアースの視界を奪ったり、戦闘機を撃墜された田中を人質に取ったりなど卑劣な戦法を仕掛けてくるが、それが仇となってカナの怒りを買い、無残に敗北する。

「町洋子（マチ）」編
アニメ版
“リドル（Liddle）”。光点数4。14戦目、ホーム9戦目。ずんぐりした形の人型。無人兵器による爆撃で炎上し高温になった街の中でジアースと戦うが、胸部装甲を剥がされて剥き出しになった急所を炎に焼かれて敗北する。

「宇白順（ウシロ）」編
呼称不明。ジアースと同じタイプ。スリット数11、光点数3。14戦目、アウェイ4戦目。ジアース同様に格闘戦を主体とする。ウシロは当初カナに暴力を振るっていた反動に苦しむが、その後敵を圧倒する。しかし敵のコエムシの登場とその意味深な発言により敵コックピットを開け、それにより敵パイロットの逃亡を許してしまう。しかしウシロは、アウェイ戦であったためその地球上の全人類を徐々に殺害するという方法を取り、自らの行為に苦しみながらも撃破する。この戦いでジアースは敵の戦闘機パイロットから「第5侵略体グール」と呼ばれた。
アニメ版
“マスタング”。光点数2。15戦目（最終戦）、ホーム10戦目。前後対称の形状で、上半身を回転させて攻撃を受け流すなどトリッキーな戦法を得意とする。ジアースとの30時間以上の死闘の末、急所を破壊される。ジアースはその後、ウシロの意思で分解される。マスタング（Mustang）とはアメリカの野生馬。

「コエムシ」編
呼称不明。スリット数、光点数ともに確認不可。15戦目（最終戦）。おそらく、アラクネと同じタイプだと思われる。引き継ぎ戦の相手として人間の姿に戻ったコエムシと戦う。

## 舞台設定
近未来の日本が舞台。正確な時代は明示されないが、兵器の型式から2036年の直前である。アニメ版は2030年から2031年にかけての物語とみられるが、2042年であるという記述もある。作中の描写（史実への言及や、実在する兵器、漫画・アニメの登場など）から、20世紀までは現実世界とほとんど同じ歴史を辿った世界とのこと。
自動車・航空機などに近未来的なデザインは見受けられるが、機能そのものは基本的に2009年現在のものを踏襲している。なお、このデザインの違いは別の地球だからではなく、未来であることが理由であると単行本第4巻（IKKI COMIX）の巻末コメントで説明されている。
21世紀初頭に勃発した日乃レポート事件（後述）により、日本は政策を大きく転進させている。外交面では親中路線を執っており、中国との間に日中安保条約が結ばれている。アメリカとは仮想敵国ないし緊張状態にある。自衛隊は国防軍へ発展的解消を遂げている。
これに伴いアジア・太平洋地域は緊張状態にあり、日本政府・国防軍はジアースの力を軍事的に利用するためにパイロット達と接触するが、人間の技術では制御できないことを知り、パイロットのサポートに当たることになる。
「日乃レポート」などの設定、独自の（架空の）素粒子論など、『なるたる』を始めとした他の作品との共通する設定基盤を持つ。

### 日乃レポート
本編よりおよそ25年前に実行されたクーデター計画の名称。鬼頭の旧作『なるたる』にも極秘計画として登場する。詳細は明らかでないが内容は、日米安保条約の破棄、在日・極東米軍との交戦、改憲、自主独立路線への転換などを含んでいる。政府・自衛隊の一部により実行され成功を収めた。

### 軍事技術
日本は陸海空三軍からなる国防軍を所持している。兵器の制式名称に皇紀を用い、F-15Jが41式、F-2が60式というようになっている。一方で、階級名は自衛隊式である。
「天津条約（てんちんじょうやく）」という国際条約によって無人兵器の所持が全世界的に規制されており、作中に登場する戦闘機などの兵器はほとんど全て有人兵器である。この話題は人の命の軽重を問う場面で提示されており、本作の主題と関連が見られる。なお、アニメ版においては、終盤において一時的に無人兵器運用制限を緩和する決議が取られており、ジアースおよび敵性ロボットに対して使われた。

#### 登場兵器
88式軽戦闘機
航空国防軍の軽戦闘機であり、田中一尉などが搭乗する。有視界戦闘を重視した機体で、コックピットが機体上部にせり上がって配置されている。エンジンは双発。主翼は小型の後退翼で、大型の双垂直尾翼と上反角のついたカナードを持つ。
アメリカからの兵器輸入が不可能になると判断した日本が独自開発した機体であり、8年以上の歳月をかけて完成した。各種機能を外部のサポートリンクシステムに負担させる事によって、機体の小型化に成功している。
対空戦闘においては4機からなるフライト単位が基本であり、戦域にばらまかれた長距離滞空能力を持つ自立型空対空ミサイル「91式空対空誘導弾」40発とあわせて、1つの戦闘システムを形成する。
80式支援戦闘機
航空国防軍の支援戦闘機。実質的には純粋な対地攻撃機だが、周辺諸国に配慮して支援戦闘機というカテゴリに分類されている。
エンジンは双発で、翼型は翼端に双尾翼のついた無尾翼クリップドデルタ。コックピットは前下方の視界を確保するために機首先端に配置されている。88軽戦と同様に機能の大部分を外部に依存しているため機体自体のアビオニクスは貧弱で、単体での作戦能力は持っていない。
85式支援戦闘機
海上国防軍の支援戦闘機。本機も80支戦と同じく実質的には攻撃機である。空母への艦載能力を有している。
翼型や機体構成も80支戦に酷似している。80支戦との大きな相違点としては、胴体部に単垂直尾翼を持つ事が挙げられる。
41式改要撃戦闘機
航空国防軍のF-15Jに近代化改修を施した機体。機銃を撤去した上で、機首にF-15S/MTDのようなカナードが追加されている。
新型機の開発コストを節約するため、かなりのロートルでありながら現役で運用され続けている。これは、外部兵装ポッドの開発技術が発展しているため、旧型機でも十分な作戦能力を与えられるためでもある。しかし、すでに対空戦闘に用いられる事は無い。
なお、型番の「41式」は、F-15Jが航空自衛隊に採用された1981年を皇紀に書き換えた皇紀2641年を示している。
60式改支援戦闘機
航空国防軍のF-2に近代化改修を施した機体。イスラエル空軍仕様のF-16C/Dの様に、大型ドーサルスパインを機体背面に、エアインテーク下部に下半角のついたカナードを追加している。
41式改と同様の理由で、いまなお現役で運用されている。なお、型番の「60式」は、F-2が航空自衛隊に採用された2000年を皇紀換算した皇紀2660年を示す物である。
76式汎用機
陸海空三軍の共通プラットフォームとして開発された多目的機。長方形の胴体を持つ串型機で、垂直尾翼は有していない。
「空の馬車馬」と評される高い汎用性を持ち、空中警戒・対潜哨戒・空中給油・電子戦・対地/対艦ミサイルや対空レーザーのプラットフォーム・輸送などの様々な任務に対応する事が可能。
80式中型輸送機
76式をベースとし、大型化させた輸送機。76式同様の串型機で、機体下部のコンテナ部分に兵員などを収容する。最大で軽戦車1両を搭載可能。
長門
海上国防軍第一艦隊旗艦。コモの父親である古茂田一佐が艦長を務めている。艦名は大日本帝国海軍の戦艦「長門」に由来する。
艦型はズムウォルト級ミサイル駆逐艦の様なタンブルホーム船型、波浪貫通型船首であり、ステルス性を意識している事がうかがえる。これは、空母を除くこの時代の艦艇の基本構造であるらしく、「ジャベリン」攻撃に出動したアメリカ海軍の艦艇も同様の形状をしている。また、上部構造物の上に塔、或いは煙突状の部位があるが、用途は不明。
X-32
実在する機体。アメリカ海軍機として登場する。
この他名称不明の物で、「ジャベリン」を追跡したアメリカ空軍の戦闘機（F-22とYF-23を足して二で割ったような形状をしている）、「ジャベリン」にレーザーを用いて攻撃したB-52を基としたと思われる機体、「ジャベリン」を核攻撃した航空国防軍の攻撃機（機首の形状は88軽戦に類似し、前進翼を持つ）や、陸上国防軍の観測ヘリ、「ガリア」（アラクネII）戦において「ガリア」を支援した平行世界の日本軍の双発戦闘機（機首は80支戦に類似するが、前進翼と大型のカナードを持つ）や、「キャンサーII」戦で登場した平行世界の無人戦闘機（作中では有人運用されていた）、アニメ版でジアースと「リドル」を攻撃した連合空軍の艦上UAV、民間の報道ヘリなどが登場している。

## 番外編
ぼくらの 特別ヘン（「鬼頭莫宏とあし☆すた」名義）
単行本11巻初版限定版付属の冊子に収録。内容について鬼頭は「自パロ」、「アンソロジーっぽい感じ」と語っており、鬼頭自身は24ページ中9ページを描いて、残りはアシスタントが描いている。登場人物の何人かは本作ではじめてフルネームが記されている。
当初は、最終話が掲載された『月刊IKKI』2009年8月号にて、9月号に掲載される旨が予告されていたが、原稿の入稿後に内容面を考慮して編集部の判断によって掲載を見送られた。
2020年11月から鬼頭のTwitterアカウント上で公開されている。
ぼくらの 〜1年後の待ち人〜
鬼頭莫宏イラスト&バックヤード集『ぼくらの』に収録の、6ページの短編。
本編最終話にて、新たなるコエムシとして別の地球へ旅立った佐々見の帰りを待ち続ける多手。その多手に声をかけるマチの様子を描く。
完全版5巻に再録されている。
Pre-The Beginning
完全版5巻に収録の、31ページの描き下ろし漫画。
15人の少年少女の出会いを描いた前日譚。

## 影響
本作を描くきっかけは「魔法少女モノ」であり、主人公が大きな力を得た代償として周囲を危険に晒してしまうところから、操縦すると人が死ぬロボットが発想されたという。
物語のコンセプトはジョージ秋山の漫画『ザ・ムーン』に範をとったものであり、単行本1巻の初期の帯には秋山が推薦文を寄せている。また、ジアースの名称も『ザ・ムーン』に肖ったものであり、作中で命名者のマキがその旨を話している。

## テレビアニメ
2007年4月から9月まで独立UHF局他で放送された。

### アニメ版のあらすじ
「阿野万記」編までは原作に準じている。
政財界の権力者たちは、「子供たちの契約を解く鍵を探す」という建前の元に、ジアースの技術を研究して産業や軍事に利用しようとする。子供の親たちは、子供を救う方向に世論を動かすために、ジアースの情報公開を目指して協力し合う。しかしその企ても権力者の陰謀により潰され、子供たちはこの地球からも孤立してゆく。ジアースのコピープログラムであるジアースプログラムの開発が進むが、実はそれすらもゲームの主催者である支配者の計画であった。プログラムの働きにより「勝ち抜いた地球」も、そのエネルギーを支配者に奪われる運命にあった。
未契約者はマチであり、彼女は別の地球から来たコエムシの妹であった。彼女により「契約者の一人だけは、次の地球へのゲームの引き継ぎ者として生き延びられる」という秘密が明かされる。ゲームに疑問を感じ始めていたマチは、コエムシを射殺して自ら契約を結ぶ。そしてジアースの管理は残る契約者たちの手に委ねられる。マチはジアースプログラムのある沖天楼とタワーを破壊し、最後のパイロットとなったウシロは戦闘後にジアースそのものを解体することで、ゲームの連鎖は断ち切られる。一人生き残ったウシロの妹カナは、戦いの経緯を物語として伝えてゆくことを決意し、「生きる戦い」を始める。

### スタッフ
- 原作 - 鬼頭莫宏
- 監督 - 森田宏幸
- 副監督 - 川畑えるきん
- キャラクターデザイン - 小西賢一
- メカニカルバイザー - 鈴木勤
- 色彩設計 - 飯島孝枝
- 3D監督 - 大野克尚
- 美術監督 - 池田繁美
- 美術設定 - 池田繁美、大久保修一
- 撮影監督 - 藤田賢治
- 編集 - 廣瀬清志
- 音響監督 - 明田川仁
- 音楽 - 野見祐二
- 音楽プロデューサー - 藤田純二、野崎圭一
- 音楽制作 - フューチャービジョンミュージック、ビクターエンタテインメント
- プロデューサー - 永井理、難波秀行
- アニメーション制作 - GONZO
- 製作 - イズミプロジェクト

### アニメ版と原作との違い
企画のスタートは原作の「阿野万記」編連載時であった。アニメ版監督である森田宏幸が大雑把なストーリーの続きやキャラクターの関係を鬼頭から聞いた上で、自由につくったとのこと。アニメ版の後半はオリジナルストーリーとなり、オリジナルキャラクターを含む大人たちの行動が多く描かれ、独自の作品解釈による結末（原作とは平行世界の設定）がつけられた。ゲームのルールやキャラクターの性格などの設定にも大きく変更された部分がある。また、性的な描写や残酷なエピソードが割愛されたり和らげられた箇所も多い。操縦パイロットの順番も一部変更された。
3DCGを多用したリアルな映像で描かれたが、飛行するメカがなくなり、ロボットの動きもスローモーションになり、対戦相手の形態が変更されたものもあるなど、戦闘シーンは特に大きく変更されている。これに関しては鬼頭も監督とのインタビューにおいて、戦闘の緊迫感を欠き不満であると漏らしたが、監督は巨大なモノが戦うということを現実的に考えての改変であると答えている。
パイロットの選定は、コックピット内の椅子がルーレット状に回転することで行なわれる。同時に操縦者は啓示を受け、身体のどこかに床と同様の模様が現れる。この選定は、戦闘直後ではなく、時間をおいて行なわれる。身体の模様は戦闘が終わると消える。コックピット内から外部へ通信することが出来ない。ジアースへの転送は、椅子を媒介として子供たち自身の意思によっても行われる。コエムシは、契約した人間のパイロット登録やパイロットの順番の決定を、自由に決定する権限を持つ。ルーレットは余興に過ぎない。敵が自滅した場合はパイロットは死亡せず、次の戦闘に順番が持ち越しとなる。ただし、この生存にはロボットを動かしていないという条件がつく。アニメ版の契約者と光の位置関係はワク右側上から2、コダマ右側上から4または左側上から3、カコ左側上から6、チズとチズの子供左側上から4・7、ダイチ、ナカマ、モジの3人は右側上から3・5・6、マキ左側上から5、キリエ左側上から2、アンコ右側上から7、コモ右側上から1、カンジ真ん中、ウシロ左側上から1である。23話でマチ右側上から2が追加された。また、アニメ版は敵味方共に15スリットある。
当時の監督のブログではDVDで追加された小学生のSEXシーンをウリにしていたり、物語終盤ではアニメには出てこなかったシーン（スーツをみんなの分作ったなど）が回想されていたりもした。
自然学校の場所や戦場となった場所（他の地球での戦いを除く）などは、原作では明確でないが、アニメ版ではいくつかについて関東地方の地名が具体的に示されている。

### イズミプロジェクト
アニメ版クレジットにおいて表記されている「イズミプロジェクト」とは、監督によると、本作におけるファンドの名称であるとのこと。また、株式会社ゴンゾの有価証券報告書において、「イズミプロジェクト」はGDHの投資ファンド事業に関するゴンゾとの匿名組合契約の締結相手と記載されている。いわゆる製作委員会方式と似てはいるが、それよりは出資・製作体制が若干小規模になっている。GDHの説明によると「イズミプロジェクト」は有限会社と名目上なっているが、特別目的会社（SPE）として設置されており、実質的に製作委員会方式と形態は同一となっている。同様に、「イズミプロジェクト」名義での製作になっている作品は他に『パンプキン・シザーズ』がある。
国税庁の法人番号検索サイトによると、「有限会社イズミプロジェクト」（法人番号：7010002046785）は清算の結了等により2024年12月23日に閉鎖登記された。

### 主題歌
いずれの楽曲も作詞・作曲・歌を石川智晶、編曲を西田マサラがそれぞれ担当する。
「アンインストール」
オープニングテーマ。アニメ版では21話で、子供たちの契約が解けないのと同様ジアースプログラムは「アンインストール」できない、とカンジの母から明かされる。
「Little Bird」
第1クールエンディングテーマ。原作では後に「吉川寛治」編で関が口ずさむ歌として使用。
「Vermillion」
第2クールエンディングテーマ。小説版では「マリア」編にて関が口ずさむ歌として使用。
「ロストイノセント」
総集編で使用された挿入歌。

### 各話リスト
| 話数 | サブタイトル | 脚本         | 絵コンテ              | 演出                  | 作画監督            |
| ---- | ------------ | ------------ | --------------------- | --------------------- | ------------------- |
| 1    | ゲーム       | 川崎ヒロユキ | 森田宏幸              | 森田宏幸              | 権園小夏 朝来昭子   |
| 2    | ジアース     | 与口奈津江   | 佐野隆史              | 林直孝                | 小島彰              |
| 3    | 秘密         | 西田大輔     | 藤森カズマ            | 菊池勝也              | 小林利充            |
| 4    | 強さ         | 西田大輔     | 山中英司              | はしもとなおと        | 長坂寛治            |
| 5    | 弱さ         | 与口奈津江   | 小林孝志              | 小林孝志              | 飯島弘也 坂崎忠     |
| 6    | 情欲         | 与口奈津江   | 名村英敏              | 信田ユウ              | 山中正博            |
| 7    | 傷           | 与口奈津江   | 川畑えるきん          | 川畑えるきん          | 夏目真悟            |
| 8    | 復讐         | 与口奈津江   | 小林哲也              | 畠山茂樹              | 都竹隆治 渡部穏寛   |
| 9    | 家族         | 西田大輔     | 関野昌弘              | 関野昌弘              | 佐々木美和 関野昌弘 |
| 10   | 仲間         | 西田大輔     | 藤森カズマ            | 岡村正弘              | 小島あきら          |
| 11   | 命           | 西田大輔     | 三原武憲              | 三原武憲              | 青木真理子          |
| 12   | 血のつながり | 与口奈津江   | 名村英敏              | 菊池勝也              | 坂崎忠              |
| 13   | 地球         | 与口奈津江   | 柳沼和良              | 林直孝                | Shuzilow.HA         |
| 14   | 迷い         | 西田大輔     | 笹木信作              | 信田ユウ              | 山中正博 室井康雄   |
| 15   | 自滅         | 与口奈津江   | 小林孝志              | 小林孝志              | 夏目真悟            |
| 15.5 | 追想         | 総集編       | 総集編                | 総集編                | 総集編              |
| 16   | 正体         | 西田大輔     | 平尾隆之              | 畠山茂樹              | 谷川亮介 渡部穏寛   |
| 17   | 情愛         | 与口奈津江   | 山下祐                | 下司康弘              | 小島彰 佐々木美和   |
| 18   | 現実         | 与口奈津江   | 藤森カズマ            | 粟井重紀              | 秦野好紹            |
| 19   | 母           | 西田大輔     | 川畑えるきん          | 小林孝志              | Shuzilow.HA         |
| 20   | 宿命         | 大知慶一郎   | 関野昌宏              | みくりや恭輔          | 佐藤道雄 雨宮英雄   |
| 21   | 真相         | 与口奈津江   | 笹木信作              | 信田ユウ              | 小林利充            |
| 22   | 道程         | 西田大輔     | 藤森カズマ            | 畠山茂樹              | 渡部穏寛 谷川亮介   |
| 23   | 雪景色       | 大知慶一郎   | 大橋誉志光            | 林直孝                | 夏目真悟 室井康雄   |
| 24   | 物語         | 与口奈津江   | 森田宏幸 川畑えるきん | 森田宏幸 川畑えるきん | 朝来昭子 渡辺純子   |

### 放送局
| 放送地域 | 放送局       | 放送期間                | 放送日時           | 放送区分       | 備考             |
| -------- | ------------ | ----------------------- | ------------------ | -------------- | ---------------- |
| 兵庫県   | サンテレビ   | 2007年4月8日 - 9月30日  | 日曜 25:30 - 26:00 | 独立UHF局      |                  |
| 神奈川県 | tvk          | 2007年4月10日 - 9月25日 | 火曜 23:00 - 23:30 | 独立UHF局      |                  |
| 東京都   | TOKYO MX     | 2007年4月10日 - 9月25日 | 火曜 23:30 - 24:00 | 独立UHF局      |                  |
| 愛知県   | テレビ愛知   | 2007年4月12日 - 9月27日 | 木曜 26:58 - 27:28 | テレビ東京系列 |                  |
| 日本全域 | AT-X         | 2007年4月29日 - 10月7日 | 日曜 11:30 - 12:00 | CS放送         | リピート放送あり |
| 日本全域 | アニマックス | 2020年2月10日 - 3月16日 | 平日 25:00 - 25:30 | BS/CS放送      | リピート放送あり |

### DVD / BD
単巻DVD
| 巻数  | 収録内容        | 品番     | 発売日         |
| ----- | --------------- | -------- | -------------- |
| 第1巻 | 第1話 - 第3話   | VIBF-341 | 2007年7月25日  |
| 第2巻 | 第4話 - 第6話   | VIBF-342 | 2007年8月22日  |
| 第3巻 | 第7話 - 第9話   | VIBF-343 | 2007年9月26日  |
| 第4巻 | 第10話 - 第12話 | VIBF-344 | 2007年10月23日 |
| 第5巻 | 第13話 - 第15話 | VIBF-345 | 2007年11月27日 |
| 第6巻 | 第16話 - 第18話 | VIBF-346 | 2007年12月19日 |
| 第7巻 | 第19話 - 第21話 | VIBF-347 | 2008年1月23日  |
| 第8巻 | 第22話 - 第24話 | VIBF-348 | 2008年3月26日  |

Blu-ray BOX
| 巻数               | 収録内容       | 品番      | 発売日        |
| ------------------ | -------------- | --------- | ------------- |
| 「ぼくらの」BD-BOX | 第1話 - 第24話 | FFXN-9002 | 2021年1月27日 |

### OPアニメ＆EDアニメ
OPアニメ
- 人物が出てくるカットを抜粋すると以下のようになる。
  - ウシロとカナの部屋に向かうアンコ、マキ、コモ、マチの4人。
  - コインランドリーから帰宅するカナ。
  - サッカーボールをリフティングをするワク。
  - 妹の双葉と弟の三太と一緒にラジオ体操をするダイチ（アニメ本編に無い原作の再現）。
  - 椅子に座り、振り返るキリエ。
  - 田舎道を疾走するウシロ。
  - 車から出てくる田中と関。
  - 登下校中のモジとツバサ。
  - 自分を買う客を待つナカマ。
  - 別の地球と思しき場所にいるマチ。
  - 水族館にいるカコを探すチズ、合流した2人。
  - 椅子に座り、エアガンを構えるコダマ。
  - 椅子に座り、電話をするカンジ。
  - 自宅でピアノを弾くコモ。
  - ひどく怯え涙するアンコ。
  - 無数の命の光を目にするマキ。
  - 文字通り地球を手中に入れるココペリ。

第1クールEDアニメ
- 空から枝が落ちてきて、その回りに15人の子供たちの椅子が現れる。
- その後、彼らと関連する椅子が順番に描かれる。
  - ワク、マキ、コダマ、ナカマ、マチ、（アニメではモジの象徴であるイチョウのカットが入る）、アンコ、カンジ、ウシロ、チズ、カコ、キリエ、ダイチ、モジ、コモ、カナ。

- 最後に円状に並ぶ彼らの椅子が描かれる。

第2クールEDアニメ
- ココペリと15人の子供たちが宇宙空間を背景に、手を繋いでいる様子が描かれる。
  - ココペリから始まり、ワク、コダマ、カコ、チズ、キリエ、マキ、ダイチ、ナカマ、カンジ、アンコ、モジ、カナ、ウシロ、コモ、マチ。

- 最後は地球を中心に回る皆の椅子、その地球の上にあるジアースが描かれる。

### アイキャッチ＆次回予告
- アイキャッチは主に3パターンあり、1つ目がタイトルのみの、これは皆の椅子が登場する前の第1話で使われるもの。2つ目はタイトルを背に皆の椅子が回り続ける、これはこの話に戦闘が無いことを示す。3つ目はタイトルを背に回る椅子が止まり椅子が選ばれる、これはこの話に止まった椅子の持ち主が戦闘の予定があること（必ず戦闘するとは限らない）を示す。この3パターンにタイトルコールの有無が加わる、基本的にはタイトルコール有りで、無い場合は「〈無〉」で表す。
第2話では大勢でタイトルコールしているが、第24話（最終話）ではこの時に生存しているウシロとカナの2人でタイトルコールしている。
- 次回予告は次回予告を担当するキャラクター。

| 話数 | アイキャッチ           | 次回予告             |
| ---- | ---------------------- | -------------------- |
| 1    | タイトルのみ〈無〉     | ワク                 |
| 2    | ワクの椅子             | ウシロ               |
| 3    | 椅子が回り続ける〈無〉 | コダマ               |
| 4    | コダマの椅子           | コエムシ             |
| 5    | 椅子が回り続ける       | カコ                 |
| 6    | カコの椅子             | チズ                 |
| 7    | 椅子が回り続ける〈無〉 | チズ（2回目）        |
| 8    | チズの椅子             | ダイチ               |
| 9    | ダイチの椅子（座布団） | ナカマ               |
| 10   | ナカマの椅子           | モジ                 |
| 11   | モジの椅子             | マキ                 |
| 12   | マキの椅子             | マキ（2回目）        |
| 13   | マキの椅子（2回目）    | 田中美純             |
| 14   | キリエの椅子           | キリエ               |
| 15   | キリエの椅子（2回目）  | キリエ（2回目）      |
| 16   | キリエの椅子（3回目）  | アンコ               |
| 17   | アンコの椅子           | コモ                 |
| 18   | コモの椅子             | 榊原保               |
| 19   | 椅子が回り続ける       | マチ                 |
| 20   | 椅子が回り続ける       | カンジ               |
| 21   | カンジの椅子           | ウシロ（2回目）      |
| 22   | 椅子が回り続ける       | マチ（2回目）        |
| 23   | マチの椅子             | カナ                 |
| 24   | ウシロの椅子           | （最終話のため無し） |

## 小説版
小説版『ぼくらの〜alternative〜』は、大樹連司によるライトノベルである。表紙と挿絵は原作者の鬼頭自らが担当している。2007年5月から小学館ガガガ文庫より刊行が開始された。全5巻。
原作とは異なる平行世界の物語である。原作と類似した状況でパイロットは選ばれ、そのメンバーも多くは共通している。操るロボットは原作とほぼ同じもので、名前もジアースと名付けられる。アドバイザーとなるのは謎の少女・マーヤであり、そのアシスタントとして登場する「コエムシ」の姿や性格は原作のコエムシとは異なっている。椅子のデザイン・配置やパイロット選定方法は、原作にほぼ準拠している。

### 小説版の登場人物
原作の15人の子供たちから5人が省かれ、以下の4人が自然学校に参加する。いずれも中学1年生である。
コズエ / 倉坂 梢（くらさか こずえ）
車椅子の少女。ハンデキャップを持つ自分に優しすぎる世界に対して負い目を持つ。
ツバサ / 柊 つばさ（ひいらぎ つばさ）
原作でのモジの友人。自身を取り巻く三角関係に悩む。
マコ / 阿野 摩子（あの まこ）
原作のナカマとマキの設定を併せ持つ。
マリア / 一之瀬 マリア（いちのせ マリア）
米国軍人の父を持つハーフ。父の職業柄マコやコモと仲が良い。

### トミコローツ
ジアースを含め、「怪獣」は日本政府によって「トミコローツ」と総称されている。これは原作者鬼頭の旧作『辰奈1905—トミコローツ戦記』からとられており、アイヌ語で「戦争をする棺桶」という意味の鬼頭による造語である。ジアースに与えられたアムシペの名もこの作品に登場するトミコローツから来ている。
各トミコローツはそれぞれ形状も特徴も全く異なるが、いずれも遠距離兵器（大半の機体がレーザー）を持つ点は共通である。
《教師》編
《蜘蛛》。ホーム1戦目。形状、性能ともに原作のアラクネに酷似している。色は白。アラクネと同じく放電を用いる。
コズエ編
《猿人》。アウェイ1戦目。灰色の直立したゴリラ。原作のエニグマに似ている。レーザーと格闘戦で戦う。
カコ編
《風車》。ホーム2戦目。8枚のプロペラのような部位と土台で構成されている。遠距離戦を主体とするタイプで、プロペラを回転させてエネルギーを溜め、8本のレーザーを集中させて強力な攻撃を行う。プロペラの羽は切り離して全方位からの飽和攻撃を行うことが可能。
ツバサ編
《矛盾》。ホーム3戦目。名前の通り、それぞれ《矛》と《盾》のような形状をしている。2体で1体の珍しいタイプ。《盾》がレーザーで相手を牽制しつつ《矛》を守り、《矛》が突撃して装甲を突き破る。急所は《盾》側にある。
ワク編、チズ編
《洋梨》。ホーム4戦目。同名の拷問具に似た機体で、洋梨型の機体が4つに分かれて敵機体を挟み込み、身動きをとれなくしてから溶解液で攻撃する。戦術としては原作のゴンタに相当する。
キリエ編
《蜻蛉》。アウェイ2戦目。槍の本体に2対4枚の羽を有し、視認するのも困難なほどのスピードで飛び回り、相手を串刺しにする。原作のバヨネットを高性能にしたものと言える。
コダマ編
《岩亀》。アウェイ3戦目。小山のような胴体から4本の脚が出ている。自らの質量とそれに見合った怪力で戦う。
マコ編
《白猿》。ホーム5戦目。2足歩行で、外形や形態の可変性など、様々な点でジアースによく似ている。4脚形態への変形機構を有する。
アンコ編
《灯台》。アウェイ4戦目。3本の足が生えた塔のような形状。機動力は低く、攻撃手段も電撃のみでその威力も弱いが、それを補うように（その世界の人間たちが）ジアース側の良心や倫理観を咎めるような心理戦を仕掛ける。
コモ・カナ編1
《打筒》。アウェイ5戦目。積極的な行動を示さなかったため詳細は不明だが、原作のドラムに相当する。
コモ・カナ編2
《孔雀》。ホーム6戦目。トミコローツの中では数少ない、レーザー（粒子ビーム）を持たないタイプ。羽に見える部分は攻撃肢と呼ばれる紐状の武器で、これがレーザーに代わる遠隔攻撃武器となり、ジアースのコックピットを直接攻撃してくる。原作のハムバグに相当する。
マリア編
《大烏》。ホーム7戦目。ジアースの約2倍はある巨体を持つ鳥形。飛行タイプの中では速度が遅いが、本体から分離する「艦載機」を搭載しており、これでジアースを攻撃する。また、ミサイル・生物兵器などの「同時代的」兵器も搭載している。ただし、それらの兵器は《大烏》本来の装備ではなく、彼らの世界のものを操縦室に持ち込み、外で組み立てたものである。
カンジ編
《紅蠅》。ホーム8戦目。その名の通り蠅を思わせるフォルム。幻覚攻撃を使い、敵パイロットを幸せな幻想の中に閉じ込めてしまう強敵だが、逆にそれを破られると後はほぼ何もできない。
ミク編
《水母》。ホーム9戦目。触手を用いての直接攻撃を行う、トミコローツの中ではさして強くないタイプ。
エピローグ（ウシロ編）
《弦月》。最終戦。ジアース同様人型で、巨大な塔のような印象を与える威容。胸部に三日月のような部位を備えており、接近戦タイプかと思われたが、実は三日月から発射する強力な破壊光線をメインに戦う。

### 小説版と原作との違い
操縦者となる順番は原作と異なっており、原作の初期パイロットたちは運命を覚悟した上で戦うことになる。また子供たちが操縦者とならなかった場合の行動が描かれたり、逆に原作では脇役であった人物をパイロットとしてその内面を描く、狂言回し・マーヤの暗躍により、世界が破滅へと向かっていく過程が描写されるなど、原作の登場人物たちのもうひとつの可能性が繰り広げられた。
原作者の旧作『なるたる』に登場したキャラクターが、戦闘機のコードネームとなっている。

## 書誌情報

### 漫画
- 鬼頭莫宏 『ぼくらの』 小学館〈IKKI COMIX〉、全11巻
  1. 2004年6月30日発売、ISBN 4-09-188502-0
  2. 2004年12月24日発売、ISBN 4-09-188503-9
  3. 2005年6月30日発売、ISBN 4-09-188504-7
  4. 2005年12月26日発売、ISBN 4-09-188306-0
  5. 2006年6月30日発売、ISBN 4-09-188323-0
  6. 2006年12月26日発売、ISBN 4-09-188349-4
  7. 2007年7月30日発売、ISBN 978-4-09-188372-8
  8. 2008年1月30日発売、ISBN 978-4-09-188389-6
  9. 2008年9月30日発売、ISBN 978-4-09-188425-1
  10. 2009年1月30日発売、ISBN 978-4-09-188435-0
  11. 2009年12月26日発売、ISBN 978-4-09-188490-9
    - 初版限定冊子付き版、ISBN 978-4-09-159067-1
- 鬼頭莫宏 『完全版 ぼくらの』 小学館発売 / 小学館クリエイティブ発行、全5巻
  1. 2020年6月27日発売、ISBN 978-4-7780-3831-1
  2. 2020年6月27日発売、ISBN 978-4-7780-3832-8
  3. 2020年8月28日発売、ISBN 978-4-7780-3833-5
  4. 2020年9月30日発売、ISBN 978-4-7780-3834-2
  5. 2020年10月28日発売、ISBN 978-4-7780-3835-9

### 小説
- 鬼頭莫宏（原作・イラスト） / 大樹蓮司（著者） 『ぼくらの〜alternative〜』 小学館〈ガガガ文庫〉、全5巻
  1. 2007年5月24日発売、ISBN 978-4-09-451008-9
  2. 2007年7月18日発売、ISBN 978-4-09-451020-1
  3. 2007年9月19日発売、ISBN 978-4-09-451026-3
  4. 2007年12月19日発売、ISBN 978-4-09-451041-6
  5. 2008年6月19日発売、ISBN 978-4-09-451075-1

### 関連書籍
- 『「ぼくらの」オフィシャルブック』2008年1月、ISBN 978-4-09-188399-5
- 『鬼頭莫宏イラスト&バックヤード集「ぼくらの」』2009年12月、ISBN 978-4-09-179039-2

## ゲーム
スーパーロボット大戦X-Ω
iOS / Android用アプリゲーム。2020年10月に期間限定で、アニメ版とのコラボイベントが開催。ジアースとウシロがプレイアブルユニットとして、それ以外の子供たちがシナリオキャラクターとして登場する。

## その他
- 単行本（IKKI COMIX）の巻頭付近にタイトルと巻数が描かれる頁がある、その頁に描かれた椅子に関係する契約者がその巻で死亡する。

| 巻数   | 椅子に関係する契約者   |
| ------ | ---------------------- |
| 第1巻  | ココペリ、ワク         |
| 第2巻  | コダマ、ダイチ、ナカマ |
| 第3巻  | カコ                   |
| 第4巻  | チズ                   |
| 第5巻  | モジ、マキ             |
| 第6巻  | キリエ                 |
| 第7巻  | コモ                   |
| 第8巻  | アンコ、カンジ         |
| 第9巻  | カナ                   |
| 第10巻 | マチ                   |
| 第11巻 | ウシロ                 |